# Người Thủy

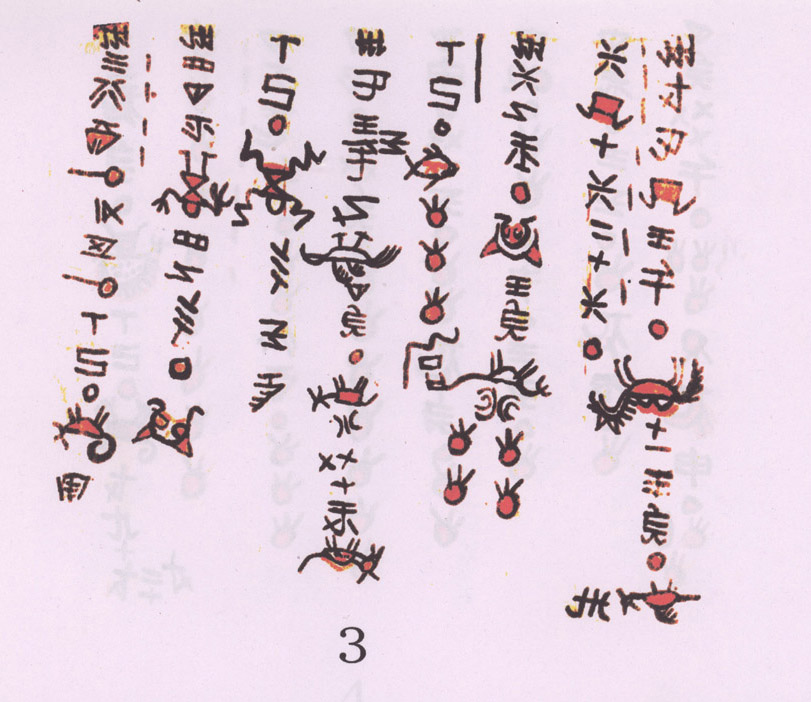
Chữ Thủy

Người Thủy (tiếng Trung: 水族; bính âm: Shuǐzú; Tên tự gọi: ai33 sui33) là một dân tộc sinh sống chủ yếu tại tỉnh Quý Châu, Trung Quốc. Họ được công nhận là một trong 56 dân tộc tại Cộng hòa Nhân dân Trung Hoa. Có 114 người Thủy sống tại Tuyên Quang, Việt Nam (2020), tuy nhiên, họ không được công nhận chính thức là một trong 54 dân tộc tại quốc gia này.

## Lịch sử
Người Thủy có nguồn gốc từ nhóm dân Bách Việt cổ, nhóm này đã định cư tại miền nam Trung Hoa từ trước thời nhà Hán. Tên gọi "Thủy" (Sui) được đặt từ thời nhà Minh. Ngày nay, 93% người Thủy (tức 322.000) cư trú tại Quý Châu, Trung Quốc, và khoảng một nửa trong số đó sống tại Huyện tự trị dân tộc Thủy Tam Đô.

## Ngôn ngữ
Tiếng Thủy là một ngôn ngữ thuộc Ngữ hệ Tai-Kadai. Ngôn ngữ này có 7 nguyên âm, /i e ə a aː o u/. Các nguyên âm kép là /ai̯ aːi̯ oi̯ ui̯ au̯ aːu̯ eu̯ iu̯/. Ngôn ngữ này có 6 hoặc 7 thanh điệu. Ngày nay người Thủy sử dụng chữ Hán trong cuộc sống hàng ngày. Chữ Thủy nói chung đã tuyệt chủng cho dù chính phủ Trung Quốc vẫn đang cố gắng gìn giữ chúng Năm 2006, Chữ Thủy đã được liệt vào danh sách các di sản văn hóa phi vật thể của Trung Quốc.

## Xã hội
Người Thủy được tổ chức thành các gia đình thị tộc. Các thôn làng thường có vài trăm cư dân, hầu hết trong số đó có cùng họ.
Nhà truyền thống của người Thủy thường làm bằng cây thông hay cây linh sam, mặc dù ngày nay những ngôi nhà được xây bằng gạch đang tăng lên. Nếu một người vợ góa chồng, họ sẽ phải chùm lên tóc mình bằng một loại vải màu trắng trong 3 năm.